# Saint-Jean-de-Sixt
Saint-Jean-de-Sixt – miejscowość i gmina we Francji, w regionie Owernia-Rodan-Alpy, w departamencie Górna Sabaudia.
Według danych na rok 1990 gminę zamieszkiwały 852 osoby, a gęstość zaludnienia wynosiła 70 osób/km² (wśród 2880 gmin regionu Rodan-Alpy Saint-Jean-de-Sixt plasuje się na 868. miejscu pod względem liczby ludności, natomiast pod względem powierzchni na miejscu 967.).